# Anders Österberg
Anders Henrik Mikael Österberg, född 20 februari 1981 i Gustav Adolfs församling i Borås, är en svensk socialdemokratisk politiker, som 2015-2022 var riksdagsledamot. Sedan valet 2022 är han biträdande finansborgarråd i Stockholms stad. 
Anders Österberg är utbildad lärare och har tidigare arbetat som lärare i Husby samt varit tävlingssimmare.

## Bakgrund

### Uppväxt och tidig politisk karriär
Anders Österberg växte upp i Borås som son till busschauffören Bo Österberg och arbetsförmedlaren Gunnel Österberg. Han studerade vid Bäckängsgymnasiet i Borås och tog senare en lärarexamen vid Göteborgs universitet.
Han kom att engagera sig politiskt först inom SSU. Under sin tid inom SSU satt han som distriktsordförande för SSU Södra Älvsborg. Han kom också under sin tid i SSU-distriktet att hjälpa till och anordna Gemensam Jul. Mellan perioden 2005-2007 och 2009-2011 satt Österberg dessutom i SSU:s förbundsstyrelse. Österberg drev under sin period aktiv kritik mot friskolor, bland annat skickade han och SSU in en ansökan om att starta upp en egen friskola i kritik mot friskolesystemet. Han var också engagerad i kommunpolitiken i Borås och satt både i kommunfullmäktige och kommunstyrelsen. Sommaren 2011 avsade han sina samtliga politiska uppdrag inom Borås Stad och flyttade till Stockholm.
Anders Österberg har även varit aktiv arbetarrörelsens barn- och ungdomsorganisation Unga Örnar och var under perioden 2016–2019 förbundsordförande. 

## Politisk karriär

### Riksdagsledamot 2015-2022
Efter att Veronica Palm avsade sin riksdagsplats gjorde Anders Österberg sin entré i Sveriges riksdag som statsrådsersättare för dåvarande arbetsmarknadsminister Ylva Johansson i oktober 2015. Vid riksdagsvalet 2018 blev Österberg invald som ordinarie ledamot och representerade Stockholms kommun fram till valet 2022. 

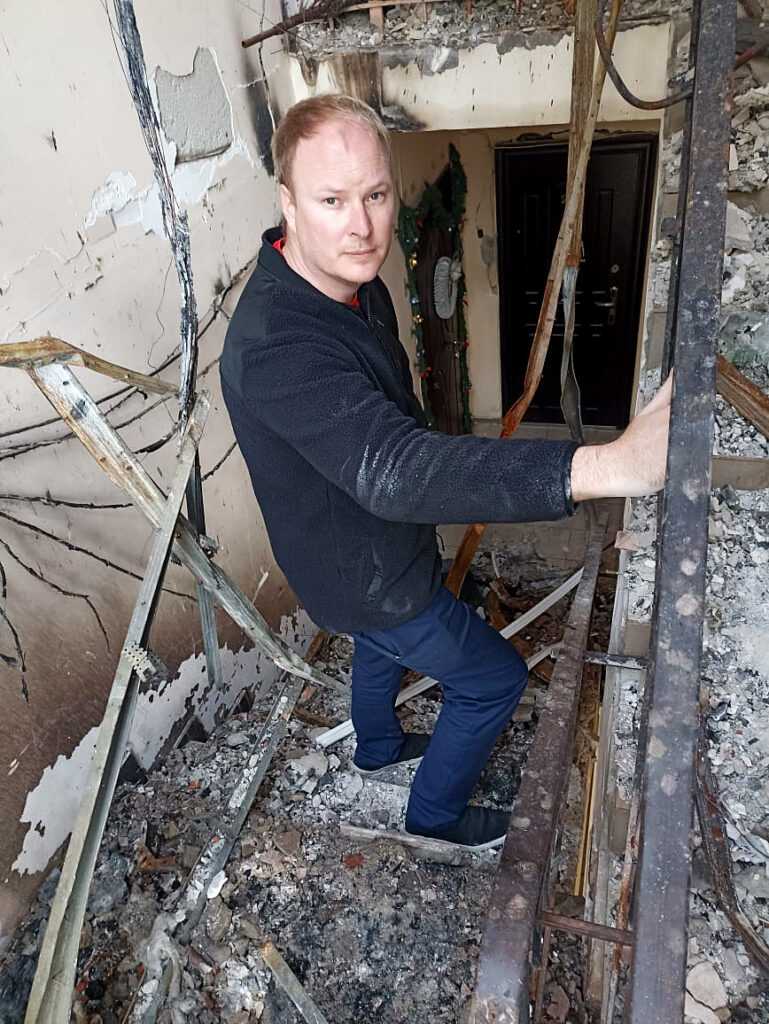
Anders Österberg i Irpin, Ukraina under hans besök våren 2022

Under sin tid i riksdagen satt han bland annat i utrikesutskottet och var engagerad i flera frågor inom utrikespolitik. Han uppmärksammades under våren 2022 för att vara den första svenska riksdagsledamoten att besöka Ukraina efter Rysslands fullskaliga invasion. 

### Stockholms kommunfullmäktige och biträdande finansborgarråd
Efter valet 2022 valdes Anders Österberg in till kommunfullmäktige i Stockholm Stad och utsågs samtidigt till biträdande finansborgarråd och ordförande i exploateringsnämnden. Under sin tid i Stockholmspolitiken har han varit ledande i Fokus Järva vilket är en omfattande stadsutvecklingssatsning initierad av Stockholms stad för att främja en hållbar och inkluderande utveckling i Järvaområdet. Målet är att minska skillnaderna i livsvillkor mellan Järva och övriga delar av Stockholm genom en samlad plan som omfattar flera prioriterade områden.
Efter att finansborgarrådet Karin Wanngård blev föräldraledig valdes Anders Österberg till tf. finansborgarråd den 3 februari 2025.